# Cotoneaster luristanicus
Cotoneaster luristanicus är en rosväxtart som beskrevs av Klotz. Cotoneaster luristanicus ingår i släktet oxbär, och familjen rosväxter. Inga underarter finns listade i Catalogue of Life.